# Allylmethylsulfon
Allylmethylsulfon (systematisch 3-(Methylsulfonyl)-1-propen, kurz MAS) ist eine chemische Verbindung aus der Gruppe der Sulfone. Es ist ein Metabolit von Diallyldisulfid.

## Gewinnung und Darstellung

### Nach Rothstein 1934
Allylmethylsulfon wurde erstmals 1934 von Eugene Rothstein synthetisiert. Er verwendete dazu das aus Methyl-Grignard und Schwefeldioxid gewonnene Magnesiummethansulfinat als Nukleophil und Allylbromid als Elektrophil, sodass neben dem Hauptprodukt in doppelt stöchiometrischer Menge Magnesiumbromid anfiel.

### Nach Pillot 1977
Pillot et al. stellten 1977 eine Synthese vor, die der Synthese nach Rothstein analog ist; jedoch mit umgekehrter Reaktivität. Die Edukte Mesylchlorid und Allyltrimethylsilan mussten dabei mit Kupfer(I)-chlorid als Katalysator umgesetzt werden. Als Lösungsmittel wurde ein Gemisch aus Dichlormethan mit wenig Acetonitril verwendet. Außerdem diente Triethylamin-Hydrochlorid dazu, die Löslichkeit des Kupferchlorids im organischen Lösungsmittel zu verbessern. Die Reaktion fand in einer evakuierten Glasröhre statt. Das gebildete Zwischenprodukt (Additionsprodukt der beiden Edukte) ist unter den gegebenen Bedingungen nicht stabil; es spaltet ein Molekül Trimethylsilylchlorid ab. Das somit formal in einer Kondensationsreaktion entstandene Produkt wurde mit 35 Prozent Ausbeute erhalten.

### Nach Sváta 1978
Eine weitere lineare Synthese wurde 1978 von Sváta et al. veröffentlicht. Diese ging von Allylbromid und Methanthiol aus. Mit Natriumethanolat als Base lief eine Nukleophile Substitution ab, die zum Allylmethylsulfid führte. Das Sulfid wurde durch Wolframsäure und Wasserstoffperoxid zum Sulfon oxidiert. Restliches Oxidationsmittel wurde nach abgeschlossener Reaktion mit Natriumsulfit reduziert. Das Produkt wurde mit 40 Prozent Ausbeute erhalten.

## Eigenschaften

### Physikalische Eigenschaften
Der Octanol-Wasser-Verteilungskoeffizient von Allylmethylsulfon beträgt {\textstyle \log P=-0{,}384}.

### Chemische Eigenschaften
Allylmethylsulfon steht mit (1E)-1-(Methylsulfonyl)-1-propen sowie mit (1Z)-1-(Methylsulfonyl)-1-propen im Gleichgewicht. Während dieses Gleichgewicht unter Standardbedingungen kaum von Bedeutung ist, wird es durch das Erwärmen zusammen mit Basen wie Triethylamin, Pyridin oder Kalium-tert-butanolat aktiviert. Das Z-Isomer wird dabei leicht bevorzugt gebildet.